# Enrique Millán Alarcón
Enrique Millán Alarcón (Campo de Criptana, Ciudad Real, 9 de febrero de 1908) fue un deportista español especialista en esquí de fondo (18 km), disciplina en la que compitió en los Juegos Olímpicos de Garmisch-Partenkirchen 1936.
Fue primo del decorador de cine Enrique Alarcón (1917-1995) y del atleta y futbolista Fernando Alarcón Millán (alcalde de Campo de Criptana en varios periodos, padre a su vez de la reputada tenista Rosina Alarcón).

## Carrera deportiva
Su afición surgió a finales de los años 1920, cuando se trasladó a Granada a estudiar Medicina. Es esta situación la que hace que en numerosas fuentes se diga que Enrique Millán era granadino, si bien su partida de nacimiento se encuentra en Campo de Criptana, donde también nació el decorador Enrique Alarcón, que era primo suyo.
En Granada se aficionó al esquí y al alpinismo en Sierra Nevada, pero se mudó a Madrid, donde cambió de carrera: estudió Farmacia y se convirtió en farmacéutico.
En Madrid trabajó en una farmacia hasta que pudo abrir la suya propia en Chamberí, que aún existe y administra su hijo.
Vinculado a la Sociedad Sierra Nevada, al Club Penibético en Granada y al Club Alpino Peñalara en Madrid, en 1935 se proclamó campeón de España de esquí de fondo. Esta circunstancia le valió ser seleccionado para representar a España en los Juegos Olímpicos de invierno de 1936.
Es hasta la fecha el único deportista de Castilla-La Mancha que ha participado en unos Juegos Olímpicos de invierno. Junto a Purificación Ortiz es el único deportista olímpico nacido en Campo de Criptana.